# Kiểm duyệt Wikipedia

Tình trạng của Wikipedia vào tháng 8 năm 2024:
Đang bị chặn
Từng bị chặn
Phiên bản địa phương bị chặn
Không bị chặn

Kiểm duyệt Wikipedia đã xảy ra tại nhiều nước, bao gồm Trung Quốc, Pháp, Đức, Iran, Myanmar, Pakistan, Nga, Ả Rập Xê Út, Syria, Tunisia, Thổ Nhĩ Kỳ, Uzbekistan, và Venezuela. Một vài trường hợp là những thí dụ cho việc kiểm duyệt rộng rãi nói chung bao gồm nội dung của Wikipedia. Những trường hợp khác là những biện pháp để ngăn ngừa nội dung nào đó được cho là có tính công kích.

## Theo quốc gia

### Anh
Vào tháng 12 năm 2008, tổ chức Internet Watch Foundation (IWF) thêm bài viết Wikipedia Virgin Killer vào danh sách đen do ảnh bìa album và luật cấm nội dung khiêu dâm trẻ em ở Anh; IWF đánh giá hình ảnh này ở mức lo ngại pháp lý thấp nhất: "erotic posing with no sexual activity (tạo dáng khiêu dâm mà không có hoạt động tình dục)". Những người sử dụng ở Vương quốc Anh đã bị hệ thống Cleanfeed chặn xem toàn bộ bài viết, và một phần lớn Vương quốc Anh đã bị chặn chỉnh sửa Wikipedia do các phương tiện được IWF sử dụng để chặn hình ảnh. Sau khi thảo luận, trình bày của Wikimedia Foundation, và các khiếu nại, IWF đã thu hồi quyết định của họ ba ngày sau và xác nhận rằng trong tương lai họ sẽ không chặn các bản sao được lưu trữ ở nước ngoài của hình ảnh đó.

### Ả Rập Xê Út

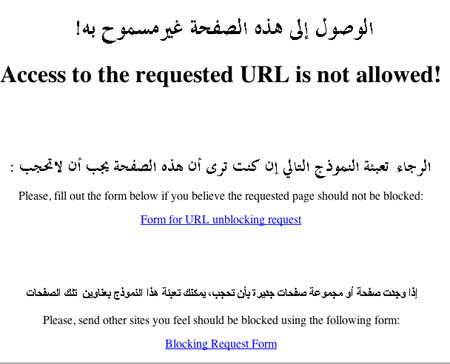
Ví dụ về ISP Ả Rập Xê Út chặn một website

### Đức
Năm 2008, tên miền Wikipedia.de đã bị cấm trỏ đến nội dung thực tế trên Wikipedia. Lệnh tòa án là một lệnh tạm thời trong một vụ án do chính trị gia Lutz Heilmann đệ trình về những tuyên bố liên quan đến quá khứ của ông với cơ quan tình báo Stasi của Cộng hòa Dân chủ Đức trước đây.

### Iran
Trong một bản tường trình vào tháng 11 năm 2013 được công bố bởi trung tâm nghiên cứu thông tin toàn cầu (Center for Global Communication Studies) của đại học Pennsylvania, 2 nhà nghiên cứu Collin Anderson và Nima Nazeri dò 800.000 bài viết Wikipedia tiếng Ba Tư và tìm ra rằng chính phủ Iran đã ngăn chặn 963 bài. Theo như những người tường trình, "Kiểm duyệt lập đi lập lại nhắm vào những bài trên Wikipedia về đối thủ của chính phủ, những đức tin tôn giáo thiểu số, những chỉ trích về chính phủ, nhân viên nhà nước và cảnh sát. Chỉ dưới phân nửa của các bài Wiki là tiểu sử, bao gồm những bài về những cá nhân mà nhà cầm quyền có lẽ đã bắt giam hay thủ tiêu." Anderson nói Wikipedia tiếng Ba Tư, là một phần nhỏ của internet Iran, là "một nơi rất ích lợi để khám phá ra các loại nội dung bị cấm và một bản mẫu tuyệt diệu để nhận ra những từ khóa của những đề tài bị chặn và các quy định lọc nội dung trên toàn internet."
Theo như tổ chức Phóng viên không biên giới, chính phủ Iran cũng đang chặn Wikipedia tiếng Kurdish trong một thời gian dài.

### Pháp

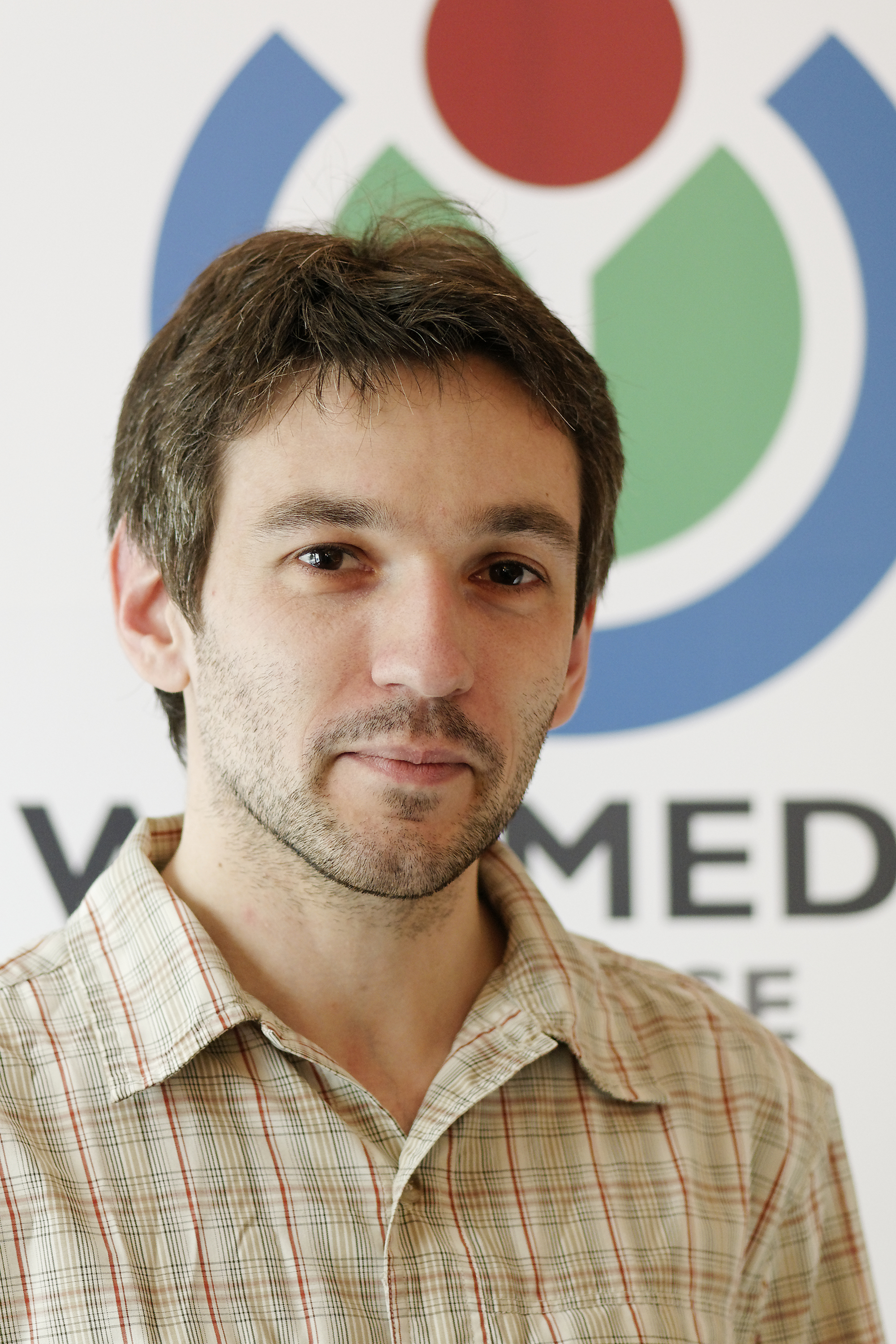
Bảo quản viên tại Wikipedia tiếng Pháp Rémi Mathis, được cơ quan tình báo nội vụ Pháp yêu cầu xóa một bài viết.

Vào tháng 4 năm 2013, một bài viết trên Wikipedia nói về trạm truyền thanh quân đội Pierre-sur-Haute được cơ quan tình báo nội địa Pháp (DCRI) chú ý tới. Cơ quan này muốn xóa bài đó trên Wikipedia tiếng Pháp, và làm áp lực với Rémi Mathis, một BQV Wikipedia tiếng Pháp, có cư trú tại Pháp, phải xóa bài này. Quỹ Wikimedia hỏi DCRI phần nào của bài đó có vấn đề, cho biết là bài này chỉ viết lại rất sát những tin đã được chiếu trong một phim tài liệu vào năm 2004 được thực hiện bởi Télévision Loire 7, một đài TV địa phương, mà có thể xem được miễn phí trực tuyến. DCRI từ chối cho biết chi tiết, và lập lại đòi hỏi xóa bài đó. Theo như một phát biểu của Wikimédia France vào ngày 6 tháng 4 năm 2013:
| “ | DCRI mời một người tình nguyện làm cho Wikipedia tới văn phòng của họ vào ngày 4 tháng 4 năm 2013. Người tình nguyện này, là một trong những người có quyền để xóa một bài viết, bị buộc phải xóa bài này trong khi còn ở trong văn phòng của DCRI, hiểu rằng anh ta sẽ bị bắt giam và truy tố nếu anh ta không tuân theo. Bị áp lực, anh ta không có lựa chọn nào khác hơn là xóa bài đó, mặc dù giải thích cho DCRI là đó không phải là lối làm việc của Wikipedia. Anh ta cảnh cáo các BQV khác là nếu họ lấy lại bài xóa, họ sẽ phải chịu trách nhiệm trước luật pháp. Người tình nguyện này không có liên hệ gì tới bài này cả, không góp phần vào bài, không biết cả đến sự tồn tại của nó trước khi tới cơ quan DCRI. Anh ta được chọn và triệu tới, bởi vì anh ta dễ bị nhận diện, vì thường có những hoạt động đều đặn để quảng cáo cho các chương trình Wikipedia và Wikimedia ở Pháp. | ” |

Sau đó, bài được phục hồi trở lại bởi một cộng tác viên Wikipedia. Kết quả của việc tranh cãi này là bài viết trở thành trang được đọc nhiều nhất ở Wikipedia Pháp, với trên 120.000 người xem chỉ trong cuối tuần 6/7 tháng 4 năm 2013. Nó đã được dịch ra nhiều ngôn ngữ khác. Báo Pháp 20 phút, Ars Technica, và một bài viết trên Slashdot, ghi nhận đó là một thí dụ cho Hiệu ứng Streisand đang diễn biến. Bộ nội vụ nói với thông tấn xã Agence France-Presse rằng họ không muốn phê bình về sự cố này.
Theo như một nguồn tư pháp được trích lai trong một bài của AFP story vào ngày 8 tháng 4, việc xóa bài "đã được thực hiện như là một phần của một cuộc điều tra sơ bộ" được chỉ đạo bởi "Đơn vị chống khủng bố của văn phòng kiểm sát Paris" với lý do là bài này làm hại tới "tài liệu đã phân loại liên hệ tới một chuỗi truyền lệnh phóng hỏa tiễn nguyên tử ".
Sau sự cố này, Télévision Loire 7 nói là họ đang chờ đợi DCRI sẽ đòi hỏi họ lấy xuống bài tường trình nguyên gốc 2004 mà bài viết trên Wikipedia dựa vào, mặc dù họ đã quay phim và đưa lên truyền hình với sự hợp tác chặt chẽ của quân đội Pháp. Liên minh quốc gia của Police Commissaires đề nghị biện pháp kế đến cho cơ quan tư pháp ra lệnh nhà cung cấp dịch vụ Internet chặn bài viết đó trên Wikipedia. Tuy nhiên tổ chức Phóng viên không biên giới, mà có trụ sở ở Pháp, chỉ trích hành động của DCRI là một tiền lệ xấu. Phát ngôn viên tổ chức nói với Le Point, "nếu cơ quan này cho là một bí mật quốc phòng đã bị tiết lộ, nó phải được công nhận bởi tòa án. Và tùy theo quan tòa, mà là người bảo vệ tự do căn bản, để đánh giá tính chất xác thực và bí mật quân sự." Phát ngôn viên cho là tin tức trong bài đó lấy từ một phim tài liệu mà đã được quay và loan truyền với sự hợp tác của quân đội, cho nên những người khác đưa và giữ tin không phải chịu trách nhiệm.

### Trung Quốc
Wikipedia tiếng Trung bắt đầu vào tháng 5 năm 2001. Wikipedia đã nhận được những bài tường thuật tốt của các báo chí lề đảng vào đầu năm 2004, nhưng nó bị chặn vào ngày 3 tháng 6 năm 2004 vào ngày kỷ niêm lần thứ 15 Sự kiện Thiên An Môn. Những dự định tự kiểm duyệt để Wikipedia không phải bị chặn không được cộng đồng Wikipedia tiếng Trung chấp nhận. Tuy nhiên, một câu chuyện trên tờ báo International Herald Tribune so sánh bài viết trên Wikipedia tiếng Trung và Wikipedia tiếng Anh về các chủ đề như Mao Trạch Đông và Taiwan đưa đến kết luận là những bài viết tiếng Trung "viết nhẹ đi và dọn dẹp sạch sẽ" những vấn đề chính trị gây nhiều tranh cãi. Vào ngày 22 tháng 6 năm 2004, Wikipedia không bị chặn nữa mà không giải thích tại sao. Wikipedia lại bị chặn một lần nữa vào tháng 9 mà không được biết lý do, nhưng chỉ kéo dài 4 ngày. Wikipedia lại bị chặn ở Trung Quốc vào tháng 10 năm 2005. Người dùng Wikipedia Shi Zhao và Cui Wei viết thư đến các nhà IT-chuyên môn và nhà cầm quyền cố gắng thuyết phục họ đừng chặn trang này nữa. Một đoạn của lá thư này viết rằng, "Bằng cách chặn Wikipedia, chúng ta mất đi cơ hội đưa tiếng nói của Trung Quốc ra thế giới, cho phép những phe phái xấu, các lực lượng đòi độc lập Đài Loan và những nhóm khác... giới thiệu một hình ảnh lệch lạc về Trung Quốc."
Vào tháng 10 năm 2006, The New York Times tường thuật là Wikipedia tiếng Anh bị chặn ở Trung Quốc, và Wikipedia tiếng Trung vẫn bị chặn. Nhà nghiên cứu các phương tiện truyền thông mới Andrew Lih viết blog là anh ta không thể đọc bài tiếng Anh về các cuộc phản đối ở Thiên An Môn 1989 ở Trung Quốc. Lih nói " không có một hệ thống thống nhất của Vạn lí tường lửa", cho biết là người dùng của nhà cung cấp dịch vụ Internet tại các địa điểm khác nhau ở Trung Quốc – China Netcom ở Bắc Kinh, China Telecom ở Thượng Hải, và các nhà dịch vụ khác ở An Huy—Wikipedia tiếng Trung chỉ bị chặn ở An Huy. Tổ chức nhân quyền Phóng viên không biên giới khen ngợi giới lãnh đạo Wikipedia đã không áp dụng chính sách tự kiểm duyệt.
Vào ngày 10 tháng 11 năm 2006, Lih tường thuật là Wikipedia tiếng Trung có lẽ đã hoàn toàn không bị chặn nữa. Lih xác nhận vài ngày sau đó là quả thật không còn bị chặn nữa và phân tích hậu quả việc này ảnh hưởng đến việc tạo ra những tài khoản mới trên trang mạng Wikipedia tiếng Trung. Trước khi không bị chặn, mỗi ngày khoảng 300–400 tài khoản được tạo ra trên Wikipedia tiếng Trung. Chỉ 4 ngày khi không còn bị chặn, con số đăng ký tài khoản tăng hơn gấp 3 lần lên trên 1.200 mỗi ngày, trở thành trang Wikipedia phát triển nhanh nhất thứ hai sau bản tiếng Anh. Tương tự, thêm nhiều hơn 75% số bài tạo ra trong tuần chấm dứt vào ngày 13 tháng 11 so với tuần lễ trước đó. Vào cuối tuần đó Wikipedia tiếng Trung vượt qua con số 100.000 bài, Lih tiên đoán là 100.000 sẽ xuất hiện nhanh chóng nhưng con số người dùng đã có mặt trước đó sẽ phải rất bận rộn chỉ cho những người mới điều lệ và chính sách căn bản của Wikipedia.
Vào ngày 16 tháng 11 năm 2006, thông tấn xã Reuters tường thuật là trang chính của Wikipedia có thể đọc được, ngoại trừ một số thể loại chính trị cấm kỵ, chẳng hạn như "4 tháng 6 (Các cuộc phản đối 1989)". Tuy nhiên, các tường thuật sau đó cho là cả hai trang tiếng Trung và tiếng Anh đã bị chặn trở lại ngày hôm sau 17 tháng 11. Vào ngày 15 tháng 6 năm 2007, có thể vào trở lại các bài viết không chính trị trên Wikipedia tiếng Anh. Vào ngày 6 tháng 9 năm 2007, IDG News tường thuật Wikipedia tiếng Anh lại bị chặn. Vào ngày 2 tháng 4 năm 2008, The Register tường thuật trang Wikipedia tiếng Trung và tiếng Anh đã hết bị chặn. Điều này được chứng nhận bởi đài BBC, khi nói về các ký giả ngoại quốc tới Bắc kinh để tường thuật về Thế vận hội Mùa hè 2008 và yêu cầu của Ủy ban Olympic Quốc tế cho tự do báo chí trong suốt cuộc thi. Vào tháng 9 năm 2008, Jimmy Wales có một cuộc họp với Cai Mingzhao, phó giám đốc của văn phòng hội đồng thông tin nhà nước. Trong khi chưa có những thỏa hiệp nào, Wales tin tưởng là một ngõ đối thoại đã được mở giữa cộng đồng Wikipedia và chính phủ Trung Quốc.
Tính đến  năm 2012, cả Wikipedia tiếng Trung lẫn tiếng Anh có thể xem được ở Trung Quốc ngoại trừ các bài viết về chính trị. Nếu một IP muốn xem một bài (kể cả kiếm) một bài viết nhạy cảm, IP đó sẽ bị chặn không vào được Wikipedia từ nhiều phút cho đến 1 giờ.
Nhà cầm quyền Trung Quốc bắt đầu chặn trang an toàn (HTTPS) của Wikipedia vào ngày 31 tháng 5 năm 2013, mặc dù trang không an toàn (http) vẫn còn có thể được vào; bản không an toàn có thể bị lọc các từ và như vậy cho phép có thể chặn một số bài lựa chọn. Greatfire khuyên Wikipedia và người dùng phá hỏng việc chặn này bằng cách dùng https vào các địa chỉ IP khác của Wikipedia. Năm 2013, sau khi Jimmy Wales nói rằng Wikipedia sẽ không khoan thứ " dù chỉ 5 giây" kiểm duyệt, Shen Yi, một nhà nghiên cứu Internet tại Fudan University ở Thượng Hải nói, trong khi "Wikipedia cứng rắn đối với chính phủ Trung Quốc, họ không làm như vậy khi phải đối đầu với những đòi hỏi của chính phủ Hoa Kỳ hay hệ thống tư pháp châu Âu để sửa đổi hay xóa các bài viết hoặc để lộ ra các thông tin".
Theo nhật báo Huffington Post vào tháng 6 năm 2015, cả hai trang có và không bị mã hóa của Wikipedia tiếng Trung bị chặn.
Vào ngày 23 tháng 4 năm 2019, mọi phiên bản ngôn ngữ của Wikipedia đã bị chặn hoàn toàn ở Trung Quốc.

### Úc
Vào năm 2018, Peter Kidd, chánh án Tòa án Quận Victoria, đã ra lệnh không công bố tất cả các bằng chứng và tuyên án trong một phiên tòa xét xử Hồng y người Úc George Pell. Lệnh này được áp dụng "ở tất cả các bang và vùng lãnh thổ của Úc" và "trên bất kỳ trang web nào hoặc định dạng phát sóng hoặc điện tử khác có thể truy cập được trong nước Úc" Wikipedia was cited but not charged.